# Cyrus W. Field

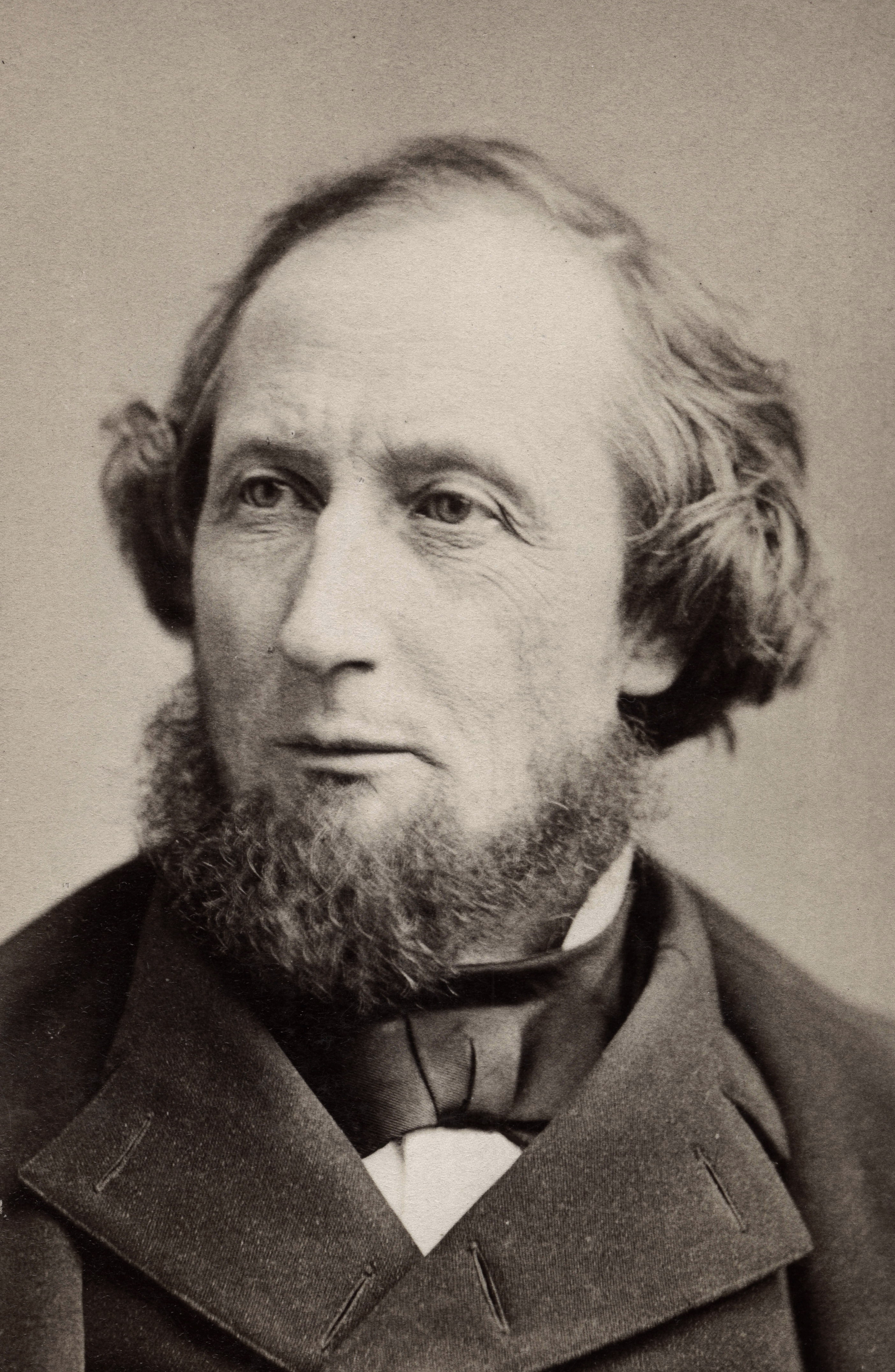
Cyrus West Field um 1870

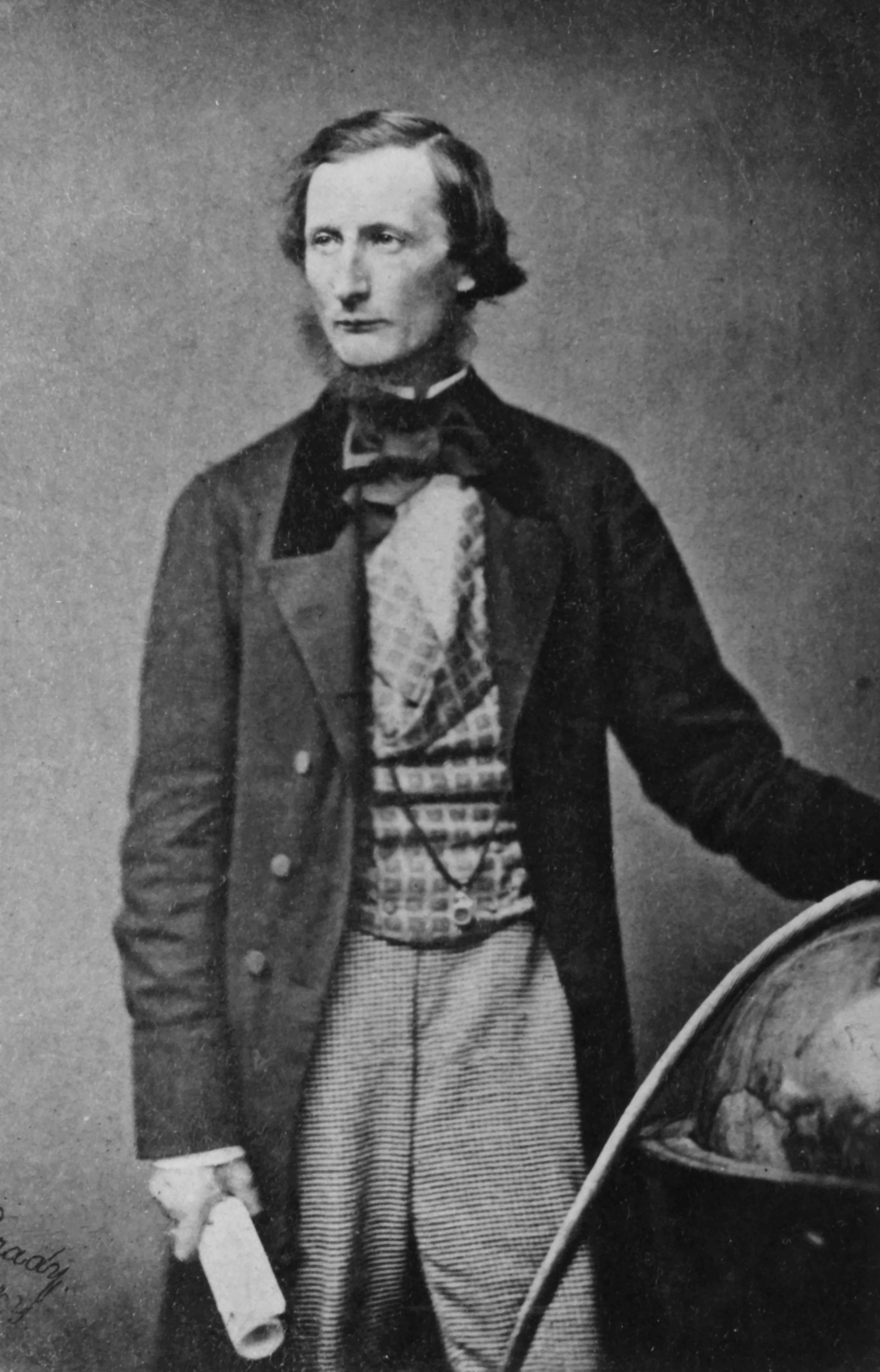
Cyrus West Field um 1860

Cyrus West Field (* 30. November 1819 in Stockbridge, Massachusetts; † 12. Juli 1892 in New York City, New York) war ein US-amerikanischer Geschäftsmann, der das erste transatlantische Kabel verlegte.

## Leben
Cyrus W. Field war in New York Kaufmann und gelangte in kurzer Zeit zu großem Wohlstand.  1854 richtete er seine Aufmerksamkeit auf transozeanische Telegraphie (siehe Seekabel) und erwarb von der Regierung Neufundlands das ausschließliche Recht, ein Kabel von den USA dorthin und dann weiter nach Europa zu legen. Von dieser Zeit an widmete er der Sache sein ganzes Leben – die ersten auf diesem Gebiet errungenen Erfolge verdankt man großenteils ihm. Zusammen mit seinem Bruder und vier weiteren Geschäftspartnern gelang seinem Unternehmen schließlich, das erste Transatlantikkabel im Jahr 1858 zu verlegen. Cyrus W. Field begleitete die Expeditionen von 1857 und 1858. Da das erste Kabel nur wenige Wochen funktionierte, wurde nach weiteren Verbesserungen 1866 ein zweites Kabel verlegt, an dessen Expeditionen von 1865 und 1866 Field teilnahm. Auch in den folgenden Jahren widmete Field sein Interesse dem Unterwassertelegraphen und 1871 war er einer der Hauptförderer der Linie durch den Pazifischen Ozean über Hawaii nach China und Japan.

## Trivia
John Griesemer hat Cyrus W. Field als Vorbild für seine fiktive Romanfigur Chester Ludlow in seinem Roman „Rausch“ genutzt.